# هنینگ اسونسون
هنینگ اسونسون (سوئدی: Henning Svensson; ۱۹ اکتبر ۱۸۹۱ – ۲۳ ژانویهٔ ۱۹۷۹) بازیکن و مربی فوتبال اهل سوئد بود.
وی همچنین در تیم ملی فوتبال سوئد بازی کرده‌است.